# Calau-de-crista
Calau-de-crista (Anorrhinus galeritus) é uma espécie de ave da família Bucerotidae.
Pode ser encontrada nos seguintes países: Brunei, Indonésia, Malásia, Myanmar e Tailândia.
Os seus habitats naturais são: florestas subtropicais ou tropicais húmidas de baixa altitude.